# Далекоизточна огненокоремна бумка
Bombina orientalis е вид земноводно от семейство Бумкови (Bombinatoridae).

## Разпространение
Видът е разпространен в Китай (Пекин), Русия, Северна Корея и Южна Корея.